# Casa de Dona Yayá
A Casa de Dona Yayá é uma construção histórica na região da República, na zona central de São Paulo, e atualmente é administrada pelo Centro de Preservação Cultural da Universidade de São Paulo. Construída no final do século XIX, a casa é um símbolo da arquitetura eclética da região central paulistana, com características que simbolizam diferentes períodos da história da cidade dos últimos 100 anos. Considerado um dos últimos edifícios do cinturão de chácaras que contornava o centro da cidade no século XX, a casa apresenta, hoje, características atribuídas por quatro grandes reformas feitas por seus cinco diferentes proprietários ao longo dos anos.
Sebastiana de Melo Freire (Mogi das Cruzes, 21 de janeiro de 1887 - São Paulo, 4 de setembro de 1961), mais conhecida como Dona Yayá, foi uma brasileira, parte de uma das mais importantes famílias do interior paulista. Obteve uma trajetória de vida repleta de tragédias. Após o falecimento de seus pais e irmãos, herdou a fortuna da família, porém logo desenvolveu uma doença mental que a impediu de coordenar ou desfrutar de seus bens, se manteve reclusa em sua casa no bairro paulistano do Bixiga, da mocidade até seu final de vida, aos 74 anos, quando termina a linhagem dos Melo Freire. Sem filhos ou entes próximos, ela obteve sua herança tida abandonada e todos os seus bens foram concedidos à Universidade de São Paulo.
José Maria Tulon foi o primeiro proprietário do terreno e o responsável pela construção de um chalé de tijolos que hoje sustenta a parte central da casa. Comprada em 1888 por Afonso Augusto Milliet, a construção passou por uma intensa reforma, que colocou algumas das primeiras características estilístico-arquitetônicas que a levariam a ser tombada pelo Condephaat, Conselho de Defesa do Patrimônio Histórico, Arqueológico, Artístico e Turístico, em 1998. Entre 1902 e 1919, o edifício ganha contornos neoclássicos em uma reforma promovida pelo proprietário João Guerra.
A maior importância histórica da construção se dá, no entanto, por ser um símbolo de como pacientes de doenças mentais eram tratados no início do século XX. Entre os anos de 1921 e 1961, a propriedade foi adquirida pelos cuidadores de Sebastiana de Mello Freire, a Dona Yayá, única herdeira de um rico empresário da região de Mogi das Cruzes e julgada aos 31 anos como alguém incapaz de administrar sua fortuna por "sofrer das faculdades mentais". Ao longo dos 40 anos em que passou enclausurada na propriedade, Dona Yayá viveu em quartos reformados para que não pudesse abrir as janelas pelo lado de dentro e com pequenos buracos por onde suas refeições eram passadas. Seu único acesso ao ar livre era por meio de um solário, construído em 1952. Dona Yayá morreu em 1961, aos 74 anos, deixando sua propriedade e sua fortuna, sem herdeiros. Depois da morte da proprietária, o local permaneceu fechado até 1991, quando o Centro de Preservação Cultural da Universidade de São Paulo iniciou uma série de manutenções e reparos das características históricas da construção que é, hoje, sede da instituição.

## História

### Antes de 1888: propriedade de José Maria Tulon
O pequeno chalé inicial sob o terreno de então 30.000 m², cujas características podem ser observadas ainda hoje na parte central da casa, foi um dos primeiros a ser construído na região do Bixiga. Ele é evidenciado pelas cimalhas de tijolos recortados e pelos pilares que delimitam o perímetro da construção. Não existem, no entanto, registros da propriedade antes do ano de 1888. Sabe-se que ela pertencia a José Maria Tulon pelo contrato de venda a Afonso Augusto Milliet, no qual a propriedade é citada pela primeira vez.

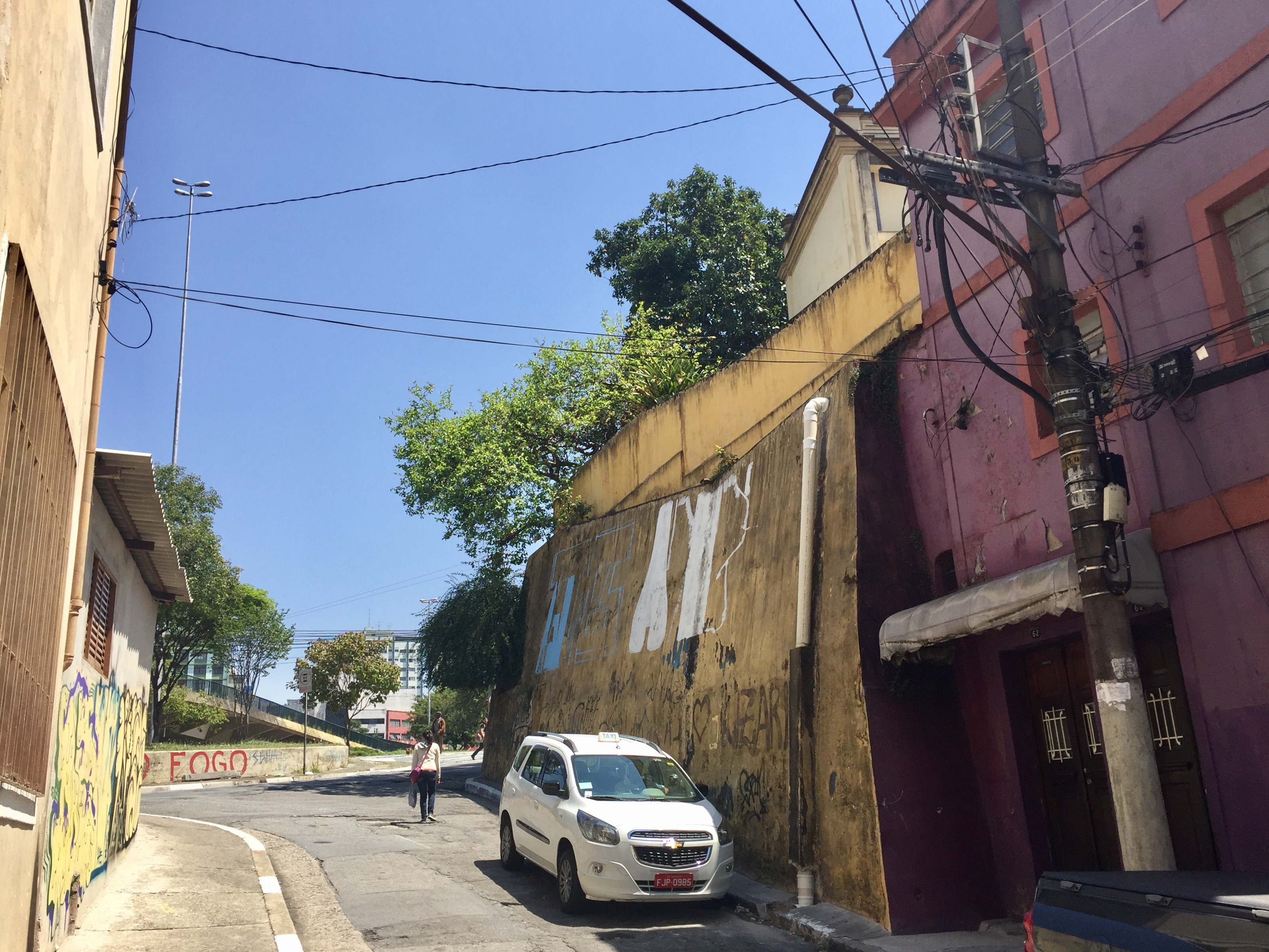
Região do Bixiga

### 1888-1902: propriedade de Afonso Augusto Milliet
Afonso Angusto Milliet, o segundo proprietário do local, foi o responsável por uma reforma que transformou o chalé em uma casa típica do século XIX. Uma sala de visitas foi adicionada à porção sul da casa, ligada por um corredor à sala de jantar com vista para o pomar. A sala de jantar tinha ligação com os dormitórios e aos cômodos de serviços da casa. Os ambientes eram bem iluminados por grandes janelas de vidro, com venezianas na parte interna. O proprietário preocupou-se em deixar a casa rural com ares urbanos, ligando a parte leste do porão à parte norte com 25.jpg|thumb|Porões com arcos urbanos]]

### 1902-1921: propriedade de João Guerra
Durante a reforma promovida por João Guerra, um rico comerciante paulistano, são adicionados mais quatro cômodos à construção, totalizando 16 ambientes na casa. Nessa reforma, a casa ganhou características neoclássicas, como as pinturas e afrescos em estilo art nouveau que decoram o interior dos cômodos até hoje. O terceiro proprietário da construção inscreveu suas iniciais "JG, 1902" no topo da casa.

### 1921-1961: propriedade de Sebastiana de Melo Freire

#### Família de Melo Freire
Sebastiana de Melo Freire nasceu no dia 21 de janeiro de 1887, filha de Josefina Augusta de Almeida Melo e de Manuel de Almeida Melo Freire, um rico fazendeiro, empresário e político de Mogi das Cruzes. Carinhosamente chamada de Yayá, ela teve uma infância e adolescência marcadas por tragédias: logo em seus primeiros anos de vida, uma de suas irmãs morreu asfixiada, aos três anos de idade. Poucos meses depois, outra irmã morreu, aos treze anos, de tétano. Em 1900, em um intervalo de dois dias, ela, aos 13 anos, perdeu a mãe e o pai, passando a ser tutorada, junto de seu irmão, Manuel de Almeida Melo Freire Júnior, por Albuquerque Lins, futuro prefeito do estado de São Paulo.
Órfãos, os irmãos passam a morar sozinhos no palacete da família na rua Sete de Abril, na capital paulista, e Sebastiana passa a frequentar o Colégio Sion, onde aprende a falar francês, tocar piano e a pintar. Em 1905, no entanto, outra tragédia atinge Sebastiana: seu irmão, diagnosticado com um distúrbio mental, jogou-se de um navio a caminho de Buenos Aires, aos 23 anos. A partir de então, ela se tornou a única herdeira da fortuna da família Melo Freire.
Em 1914, durante uma viagem à Europa em companhia das amigas Eliza Grant Hadjiene Krug e Rosa Masulo, Sebastiana contrai a Gripe Espanhola e, nos anos seguintes, passa a apresentar sinais de demência Após uma tentativa de suicídio em 1918, aos 31 anos, ela passa um ano internada no Instituto Paulista. No mesmo ano, doa 200 mil réis às obras da Catedral de São Paulo. Apesar das perturbações psicológicas, Yayá era frequentadora de espaços sociais da alta sociedade paulistana e considerada uma mulher independente, pelos padrões da época, ao optar por não se casar. Ela se mantinha, também, como detentora do maior patrimônio imobiliário de Mogi das Cruzes e dona de, aos menos, 75 imóveis na capital. Após o diagnóstico, seus bens passaram a ser administrados por José de Souza Queiroz, um amigo da família.

#### Mudança para o manicômio particular
Durante o ano em que permaneceu internada, procurando afastar a herdeira do burburinho da alta sociedade paulistana, José de Souza Queiroz e Eliza Grant, amiga que ganhou sua tutela, decidem adquirir a chácara do Bexiga e transformá-la em um manicômio particular. À época, a região fazia parte de um cinturão de casas rurais, afastadas do centro da capital paulistana.
O médico Franco da Rocha, responsável pela paciente, coloca-se contra a ideia, fazendo com que os tutores chamassem Juliano Moreira, diretor do Hospício Nacional dos Alienados, no Rio de Janeiro, para verificar o estado de dona Yayá e as possíveis modificações a serem feitas na casa para recebê-la.
Em 1925, iniciam-se as reformas da casa. O salão central é transformado em dormitório e as portas ganham visores para que os funcionários não precisassem lidar diretamente com a interna. Portinholas são instaladas para a passagem das refeições e os banheiros reformados e alargados. As janelas recebem um mecanismo que permitem ser abertas apenas pelo lado de fora.

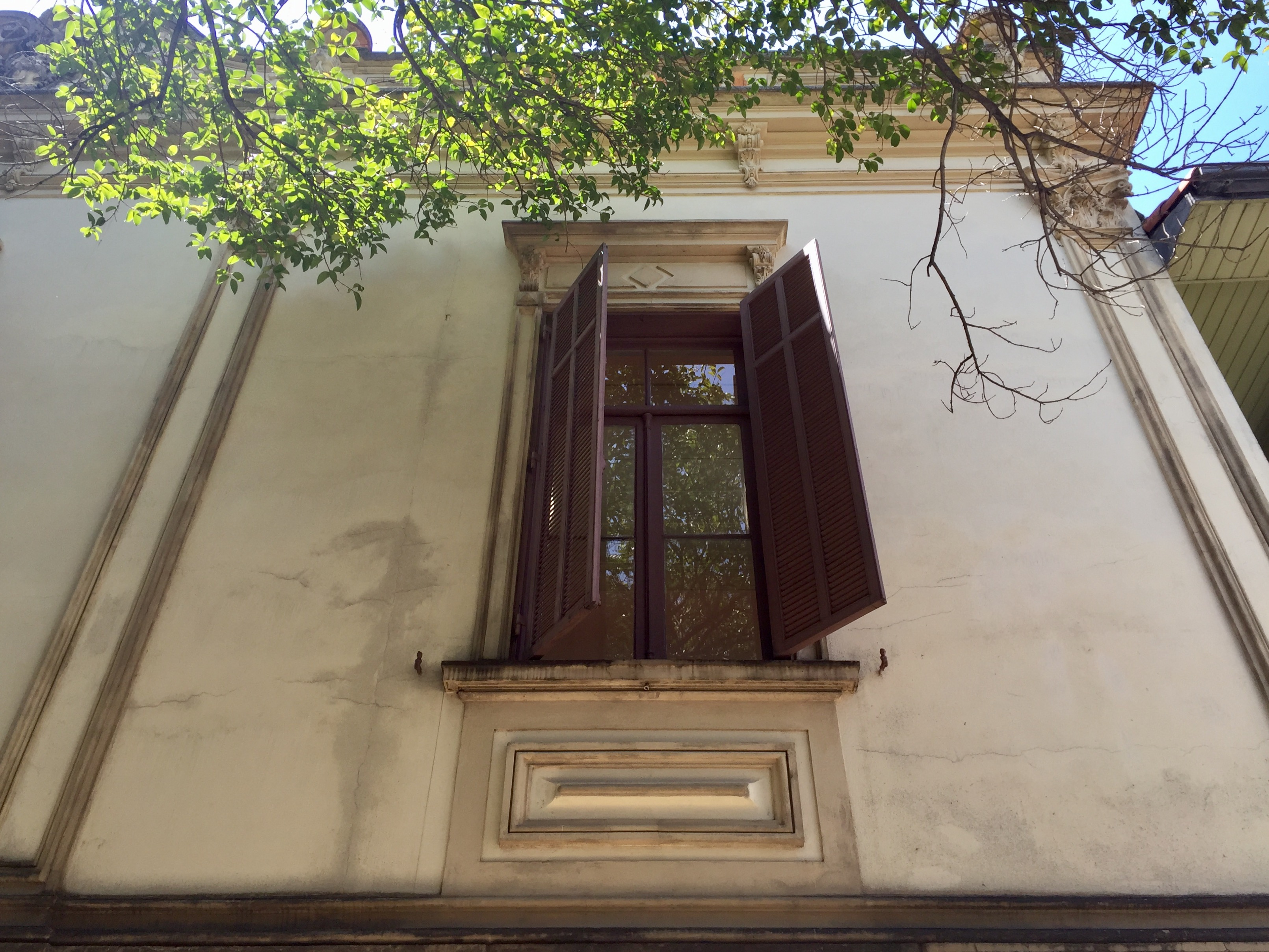
Janelas que só abrem pelo lado de fora

Em 1952, a última reforma da casa como propriedade de Sebastiana coloca um solário para que a herdeira pudesse permanecer ao ar livre.

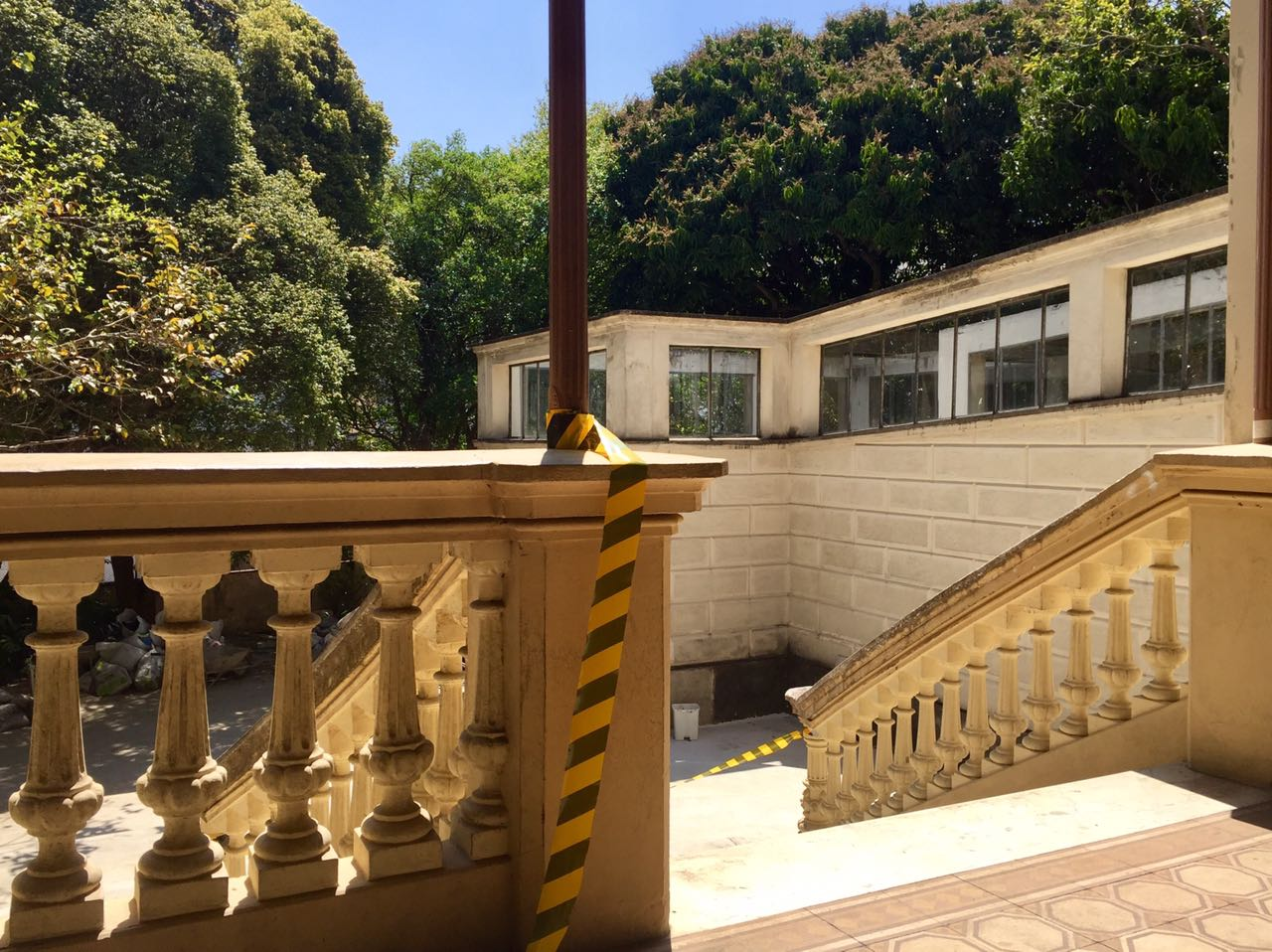
Varanda dos fundos e solário

Aos 74 anos, em 1961, Sebastiana morre de insuficiência cardíaca no hospital São Camilo. Sem herdeiros, as propriedades da família Melo Freire tornam-se herança vacante do estado de São Paulo e passam sete anos sob administração deste até serem transferidas à Universidade de São Paulo. A fortuna deixada por Sebastiana corresponde à maior herança vacante já recebida pela USP.

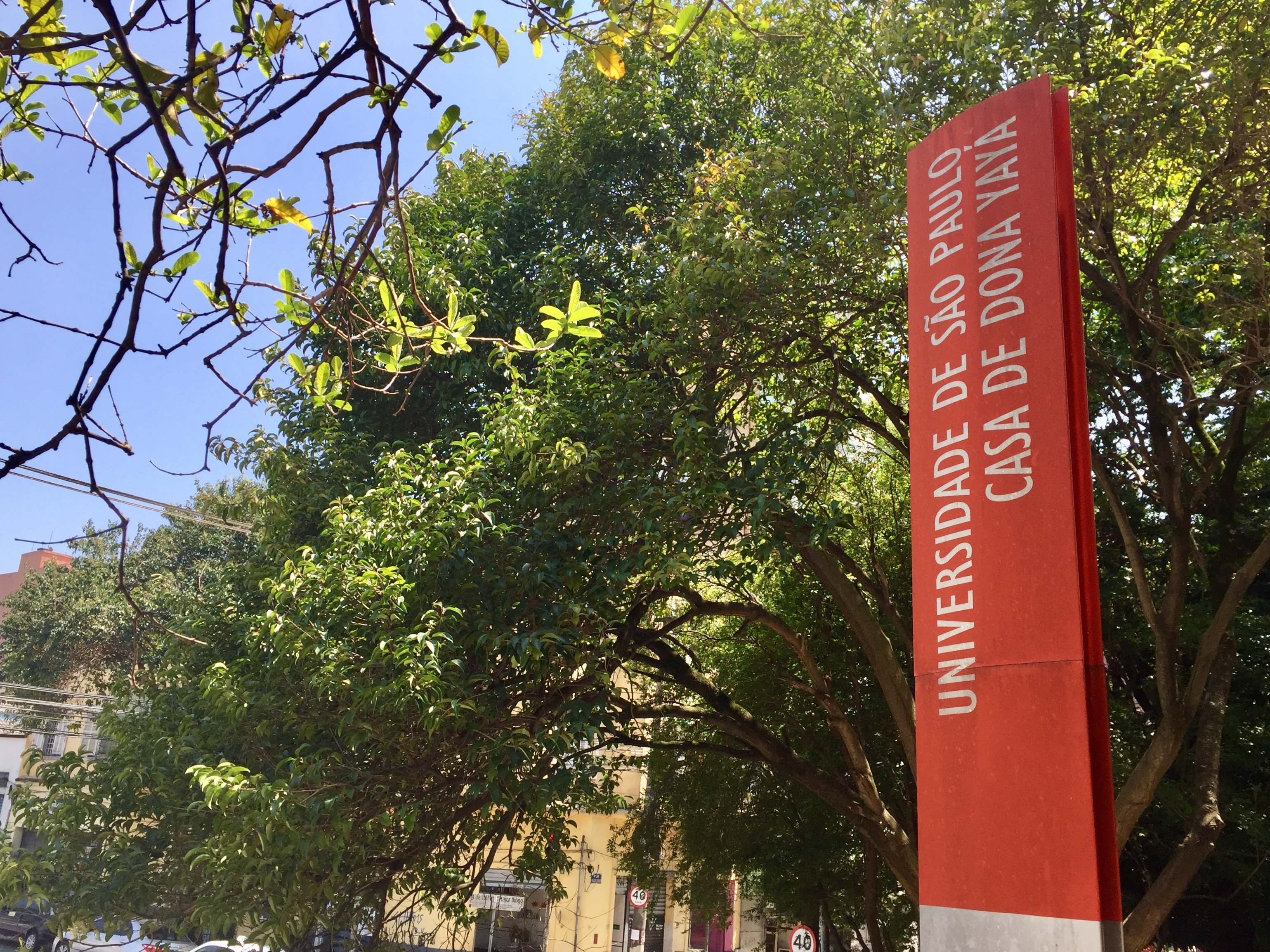
Parte da frente da Casa de Dona Yayá hoje

### 1968-hoje: propriedade administrada pela Universidade de São Paulo

#### Herança
Com a morte de Sebastiana de Mello Freire, todos os bens da família Mello Freire passam a ser administrados pelo Estado de São Paulo até 1968, quando foi concluído que ela não havia deixado nenhum herdeiro ou testamento. De acordo com sua certidão de óbito, registrada sob o número 13.990 no livro 25 do distrito de Perdizes, as propriedades da herdeira em 1961 eram, em São Paulo: 27 casas na rua do Hipódromo, 7 casas na rua Conselheiro Justino, 8 casas na rua Piratininga, 6 casas na rua Visconde de Parnaíba, 6 casas na rua Prudente de Moraes, 3 casas na rua Correa de Andrade, 3 casas na rua Brigadeiro Galvão, duas casas na rua Pirineus, uma casa na rua Martim Buchard, uma casa na rua Campos Sales, uma casa na avenida Brigadeiro Luís Antônio, uma casa na rua Maria Antônia, uma casa na rua Major Diogo (na qual residia) e os apartamentos do 8º ao 14º andar do edifício Veneza, na rua Bráulio Gomes.
Na região de Mogi das Cruzes, as propriedades eram: uma chácara de 36 alqueires, um terreno na esquina das ruas Capitão Paulino Freire e a Cardoso Siqueira, um terreno na rua Senador Dantas, uma casa na rua Barão de Jaceguai, duas casas na rua Cardoso Siqueira, três casas na rua Coronel Souza Franco e um sítio de 87 alqueires na cidade de Biritiba Mirim.
Em 1969, todas as propriedades passam a ser administradas pela Universidade de São Paulo, em acordo com a Lei 27.219-A, de 9 de janeiro de 1957, que transferia à instituição todas as heranças consideradas vacantes (sem herdeiros).

#### Processo de restauração da Casa de Dona Yayá
Entre 1970 e 2000, a Universidade de São Paulo propõe vários usos para a casa, além de uma série de estudos e intervenções na construção. Entre 1989 e 1991, são realizados estudos, sob a coordenação do Centro de Preservação Cultural, de caráter histórico-documental sobre seus antigos proprietários, além de análises dos materiais de construção, estilos arquitetônicos e pinturas da casa.
A partir de 1991 e até 1998, iniciam-se os processos de restauração e conservação da casa, como a descupinização de pisos e forros e proteção dos elementos históricos. Em 1998, o Condephaat declara tombado o patrimônio sob o número de inscrição 323, pg. 81, 01/09/1998, com a justificativa de "manter esta casa como representação de umas das formas da sociedade de tratar a loucura no início do século XX"
É em 1998, também, que o Centro de Preservação Cultural da USP cria uma subcomissão responsável por determinar os futuros usos da casa. Em março de 2000, a instituição abre um concurso para coletar ideias que mantivessem as características arquitetônicas da casa e promovessem atividades culturais para a região do Bexiga.
Dois anos depois, o bem é também tombado pelo Conpresp, e, em 2003, a sede do Centro de Preservação Cultural é transferida para a casa, iniciando-se as atividades como visitações guiadas, exposições culturais e inclusão social.

## Características arquitetônicas
A Casa de Dona Yayá é caracterizada pelo estilo arquitetônico eclético, típico de construções do bairro Bela Vista, em São Paulo. Com fachada ornamentada, a casa está colocada em meio a um jardim e circundada por grades de ferro fundido. O patrimônio fica em um plano mais alto que o jardim por conta de porões, que provavelmente serviam de moradia para os criados.
Os quatro cômodos de sua instalação original, datada de antes 1888, foram incorporados pelas reformas seguintes, mas permanecem perceptíveis internamente pela presença de uma faixa de tijolos próximos ao teto da construção. As pinturas parentais datam das primeira e segunda reforma, de 1888  e 1902, e estão presentes em 12 dos 13 cômodos atuais. Os quartos são virados para as varandas que circundam a propriedade.
O estilo neoclássico é caracterizado por afrescos em art nouveau, alguns com temáticas marinhas, e pelas fachadas com arcos redondos. A fachada principal da residência é cortada pelo solário construído em 1952, elemento descaracterizante do estilo arquitetônico em que a casa foi enquadrada.

## Significado histórico e cultural
Do ponto de vista histórico-cultural, a casa está diretamente ligada à construção da região do Bexiga e pode ser considerada uma das únicas propriedades remanescentes do período em que o local se destinava a propriedades rurais.
Além da história de confinamento psiquiátrico privado de Sebastiana de Mello Freire, que exemplifica por meio das reformas para abrigá-la o modo como a loucura era tratada no início do século XX, a relevância da propriedade se dá pela conservação das características de casas típicas deste período, com os afrescos e pinturas parentais conservados por meio dos processos de reparação do Centro de Preservação Cultural da Universidade de São Paulo.

### Lendas
A Casa da Dona Yayá ganhou ainda a forma de lenda para a cidade. Graças a contribuição da população local com rumores e alegações paranormais sobre a casa, a mesma passou a ser citada em muitos roteiros dados como mal assombrados da cidade de São Paulo.
Entre as tragédias sobre a vida de Dona Yayá, há relatos sobre seus delírios, onde expõem seus choros, seus surtos e tentativas de ferir-se com objetos. Através de tais fatos, aliado a muitas descrições sórdidas sobre o aspecto do local, surgiram muitos boatos sobre um porão mal assombrado na casa, e ainda, ser possível ouvir os gritos da mulher, que de tempos em tempos, aparece na janela.

## Estado atual
A Casa de Dona Yayá abriga, hoje, o núcleo do Centro de Preservação Cultural da Universidade de São Paulo, sendo 4 dos 13 cômodos acessados somente por funcionários da instituição.
O Centro de Preservação Cultural (CPC), concedida sua organização e acentuado planejamento de extensão universitária, como cursos, oficinas, seminários, palestras, exposições e publicações, estabelece-se como renome nacional a cerca das questões do patrimônio cultural, proporcionando a oportunidade aos alunos da Universidade de São Paulo de executarem estágios supervisionados nas áreas de arquitetura e urbanismo, ciências humanas, artes plásticas, pedagogia e comunicação social. Essas ações possibilitam as práticas de influência cultural e inclusão social.
O local é aberto à visitação de terça-feira a domingo, das 9h às 17h. Além de visitas guiadas marcadas antecipadamente, o local realiza encontros culturais aos domingos, como exposições e apresentações de música.
Em 2016, a Casa de Dona Yayá passou por uma reforma estrutural para a instalação de equipamentos de acessibilidade.

## Galeria

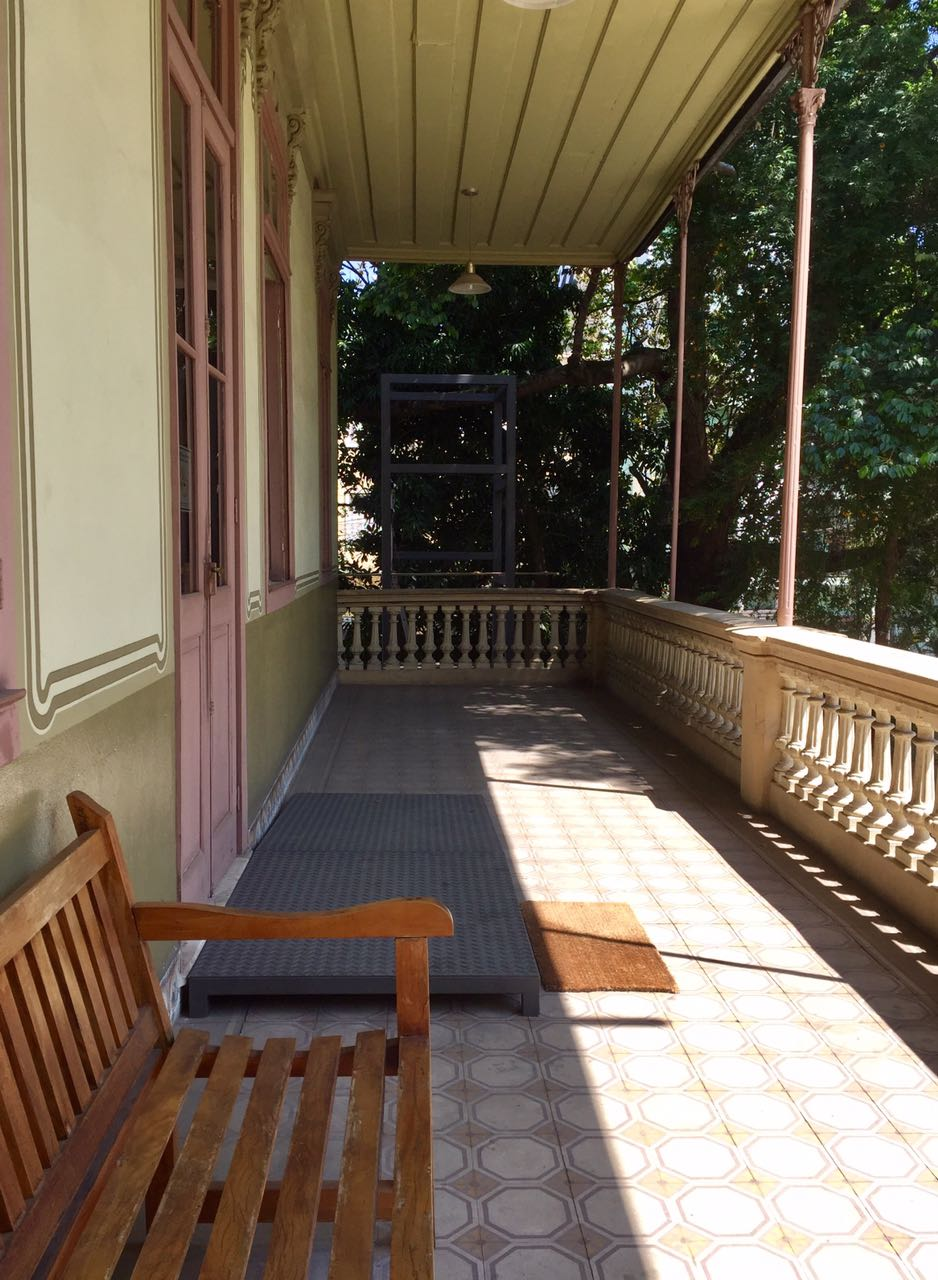
Varanda dos fundos
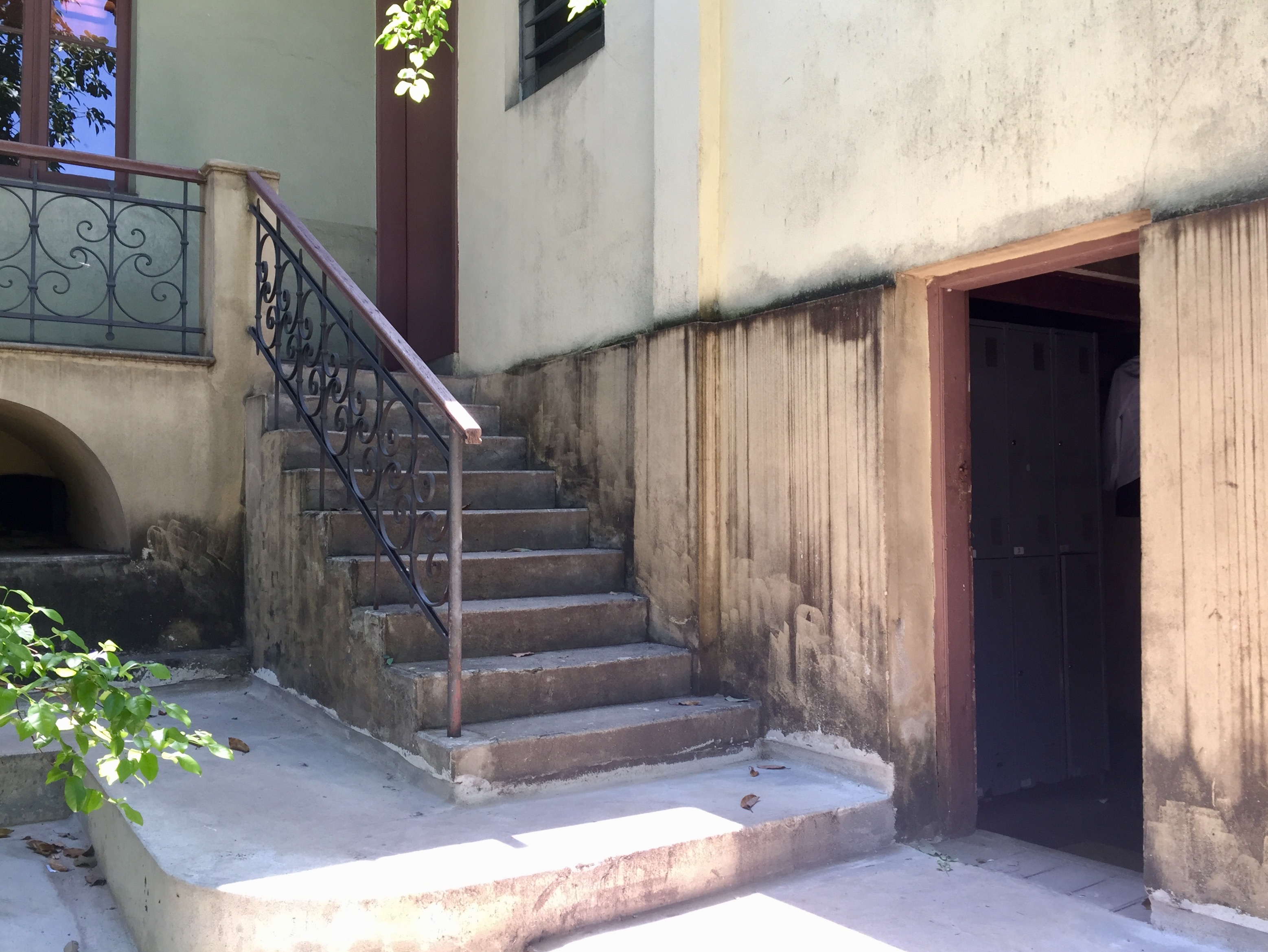
Escadaria secundária na parte da frente da casa
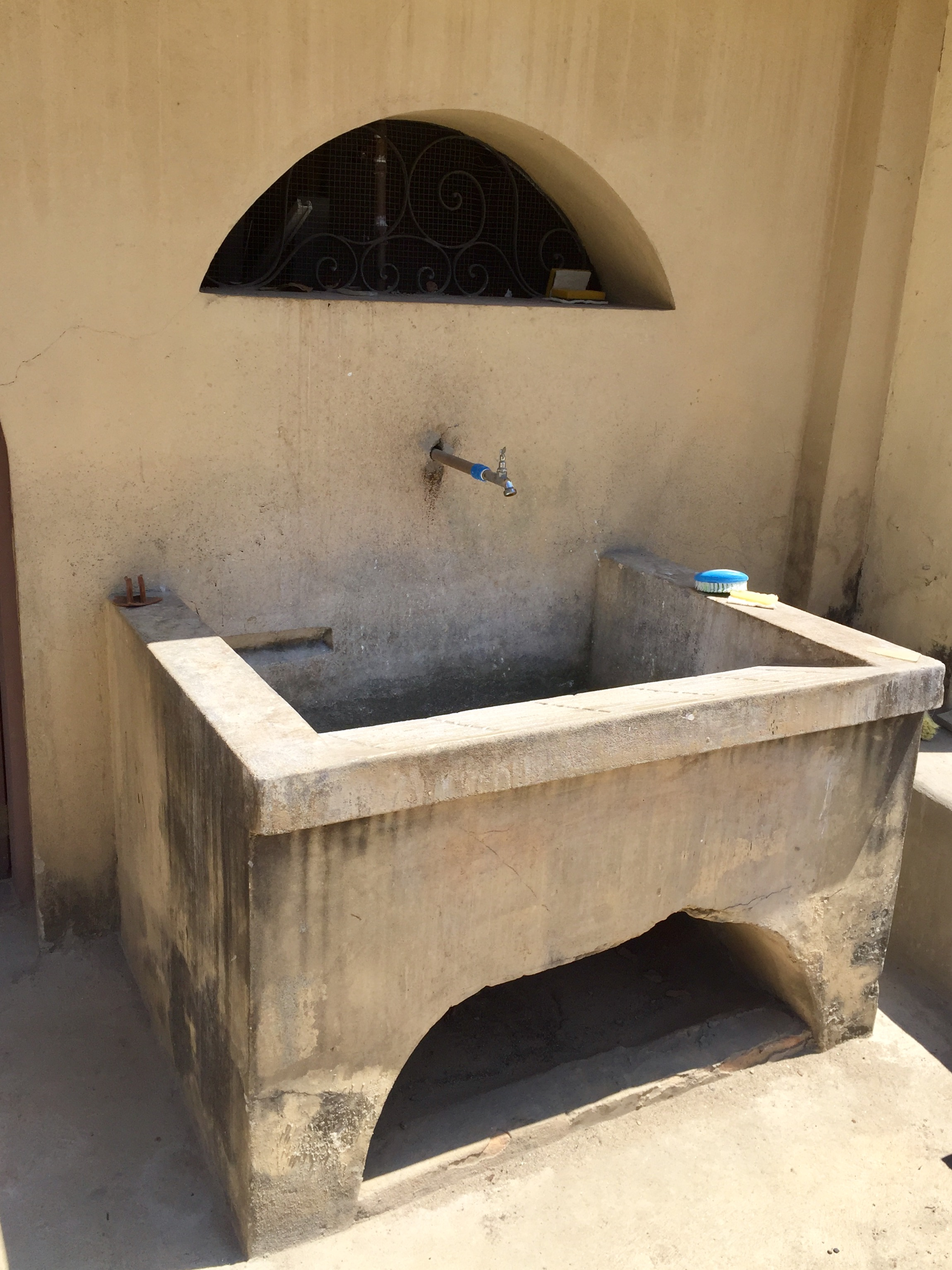
Tanque de lavar roupas nos fundos da casa
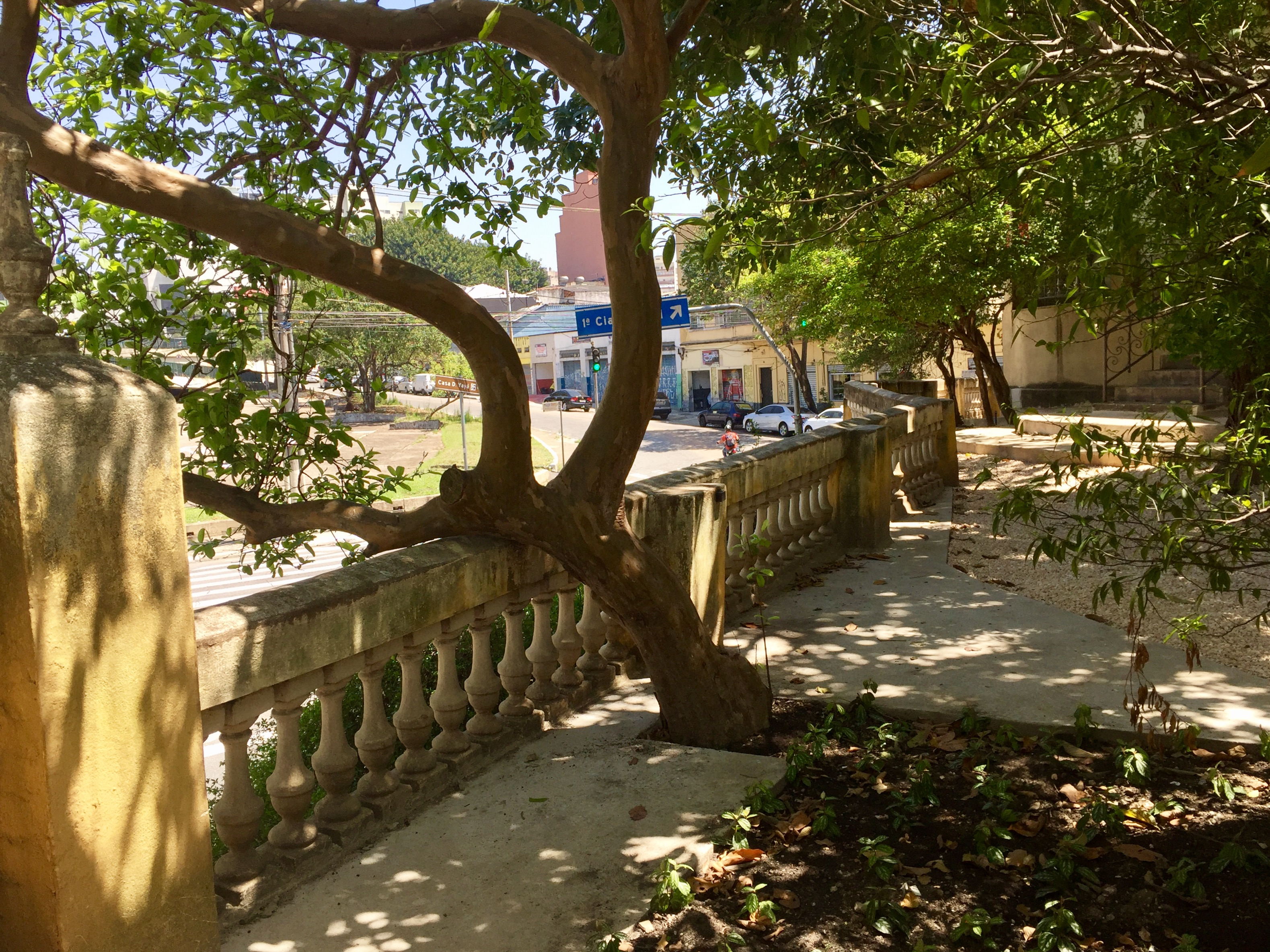
Árvore e muro em frente à casa